# Luis Margaride
Luis Margaride (Buenos Aires, 18 de enero de 1913; ca. 2001) fue un alto funcionario de la Policía Federal Argentina. De ideología anticomunista y antiperonista, fue uno de los líderes de la organización paraestatal de ultraderecha Alianza Anticomunista Argentina (Triple A), que operó entre 1973 y 1976, durante las presidencias de Juan Domingo Perón y María Estela Martínez de Perón.

## Biografía
Margaride nació en 18 de enero de 1913. Egresó en 1933 de la escuela policial Coronel Ramón L. Falcón. En 1954 fue nombrado subcomisario y en 1957 fue designado como comisario. En 1960 se encontraba entre las más altas jerarquías de la Policía Federal, vinculado especialmente a las acciones policiales en la zona bonaerense. 
Durante el gobierno de Arturo Frondizi organizó la represión de la protesta obrera contra el cierre del frigorífico Lisandro de la Torre, en su carácter de titular de la Comisaría 42 de Mataderos. Encabezó luego la campaña de razias y detenciones masivas contra las comunidades LGBT, quienes lo llamaron la «Tía Margarita». Entre 1960 y 1961 Margaride ordenó más de 700 operativos en albergues transitorios porteños durante los cuales fueron detenidas miles de parejas por no estar casadas.
El escritor Federico Andahazi en su libro Pecar como Dios manda: historia sexual de los argentinos : desde los orígenes hasta la Revolución de Mayo recuerda menciona a Margaride:

Durante la presidencia de Arturo Frondizi se encumbró uno de los personajes más oscuros, nefastos y patéticos de la historia de los últimos años: el comisario Luis Margaride, una suerte de Savonarola del siglo XX, un cruzado contra la homosexualidad, las 'depravaciones' y el adulterio. El comisario Margaride solía encabezar personalmente los allanamientos a numerosos hoteles alojamiento; en estos procedimientos, una comisión policial iba forzando las puertas habitación por habitación, requisando e identificando a los sospechosos que temporariamente ocupaban las camas.

Renunció a la Policía en 1963 y regresó con la dictadura de Juan Carlos Onganía, siendo designado jefe de los inspectores municipales, con el cargo de «Custodio moral de la Ciudad». En agosto de 1966 ocupó los medios de comunicación al ser designado por la dictadura gobernante para dirigir la «campaña de moralización» en la Ciudad de Buenos Aires, durante la cual miles de personas fueron detenidas por ser encontradas en hoteles alojamientos sin estar casados, por tener sexualidades disidentes, usar el pelo largo siendo varones, vestidos demasiado cortos siendo mujeres, besos en lugares públicos, el patrullaje con linternas de «Villa Cariño» y otras conductas que la policía consideraba «inmorales». La campaña de Margaride fue acusada en los Estados Unidos de tener componente antisemitas.
Entre sus medidas figura la clausura de La Cueva, mítico boliche donde se inició el «rock nacional» argentino. En 1967 clausuró los teatros Maipo y El Nacional por “espectáculos indecentes”.
Entrevistado en 1966 por la revista Gente declaró:

–¿Puede tomar medidas de tipo preventivo?
–Sí, puedo secuestrar publicaciones o cerrar determinados locales ante presunción de hechos delictuosos. No se trata ya de esperar que se cometa el delito o se difunda la inmoralidad para castigarla después. Hay que actuar sobre el hecho, inmediatamente sin dilaciones [...] No sólo se secuestra una publicación porque tenga una tapa inmoral, sino también puede tener material obsceno en su interior.
–¿Y qué entiende por “moral” en este caso?
–Las exhibiciones de mujeres desnudas o la pornografía encubierta. Un caso típico son las notas que aparecen en revistas pretendidamente serias y que propugnan, abiertamente, el amor libre, la disolución del matrimonio, etc.
–Entonces, ¿para usted eso es inmoral?
–Sí. Todo eso es inmoral porque favorece la destrucción solapada del matrimonio, de la unidad familiar, de los valores cristianos más puros. Y eso es una maniobra clásica del comunismo: romper las vallas morales de la sociedad cristiana.
comisario Luis Margaride

En mayo de 1973 fue exonerado de la Policía Federal por el presidente Héctor J. Cámpora, pero unos meses después fue reincorporado por el presidente Juan Domingo Perón, junto con el comisario Alberto Villar, propuestos por el ministro de Bienestar Social José López Rega, miembro de la logia secreta anticomunista Propaganda Due (P2), para ser designados formalmente como subjefe de la Policía Federal y jefe de la Superintendencia de Seguridad Federal. Secretamente, Villar y Margaride asumieron la conducción operativa del grupo parapolicial terrorista Alianza Anticomunista Argentina, conocida como la Triple A, bajo el mando general de López Rega y el financiamiento de la CIA y la P2.
El 23 de diciembre de 1974 el Ejército Revolucionario del Pueblo (ERP), llevó a cabo un atentado fallido contra la vida de Margaride por considerarlo integrante de la Triple A.
En abril de 1974, el jefe de la Policía Federal Miguel Ángel Iñíguez intentó desbaratar la organización de la Triple A y ordenó la detención de Margaride. En un reportaje concedido en 1986 al periodista Santiago Pinetta, el mismo Iñíguez manifestó que su renuncia se produjo a raíz a su enemistad con López Rega, quien a partir del asesinato de José Ignacio Rucci comenzó a exigir al gobierno la creación de escuadrones de la muerte para combatir a la «subversión».

Él afirmaba que había llegado la hora de secuestrar y matar a los adversarios. Y también que había que aniquilar a sus familias.

Al transmitirle dicho pedido a Perón, el presidente:

[...] fue inflexible en una conferencia celebrada en Vicente López, en la que me dijo textualmente: 'No le dé pelota a ese loco, usted limítese a aplicar la ley'.

El 1º de mayo de 1974 durante un acto en la Plaza de Mayo, al disponerse a iniciar su discurso, el presidente Perón fue interpelado con dos consignas muy claras: «Qué pasa, que pasa, que pasa, General, que está lleno de gorilas el gobierno popular»; y: «Perón, el pueblo te lo pide, queremos la cabeza de Villar y Margaride». Perón respondió descalificando a ese sector de los concurrentes, que como respuesta le dio la espalda y se retiró de la plaza.

El 1 de noviembre de 1974, el comisario Villar fue asesinado por Montoneros. Margaride fue designado en su reemplazo como jefe de la Policía Federal, asumiendo el cargo el 4 de noviembre, hasta el 18 de agosto de 1975, cuando fue reemplazado por Omar Enrique Pinto.